# Quatuor Concord
Le Quatuor Concord (Concord String Quartet en anglais) est un quatuor à cordes américain actif entre 1971 et 1987.

## Historique
Le Quatuor Concord est fondé en 1971.
En 1972, le quatuor remporte le Naumburg Chamber Music Award de la Fondation Walter-W.-Naumburg (en).
À partir de 1974, l'ensemble est quatuor résident à Dartmouth College, dans le New Hampshire.
La formation se spécialise dans l'interprétation de la musique contemporaine, créant de nombreuses œuvres nouvelles. Au cours de son histoire, le quatuor donne notamment plus de cinquante premières auditions, trente-deux cycles des quatuors de Beethoven et environ 1 100 concerts à travers le monde.
Le Quatuor Concord donne son dernier concert le 15 mai 1987,.

## Membres
Les membres de l'ensemble étaient :
- premier violon : Mark Sokol ;
- second violon : Andrew Jennings ;
- alto : Joan Kochanowski ;
- violoncelle : Norman Fischer.

## Créations
Le Quatuor Concord est le créateur de plusieurs œuvres, de Jacob Druckman (Quatuor no 3, 1981), Lukas Foss (Quatuor no 3, 1977), Hans Werner Henze (Quatuor no 3, 4 et 5, 1976), Betsy Jolas (Quatuor III, 1974), Ezra Laderman (Double Quartet, avec le Quatuor Juilliard, 1986) et George Rochberg (Quintette avec piano, 1975 ; Quatuors no 4, 1981 ; no 5, 1978 ; no 6, 1978 ; no 7, 1979 ; Quintette à cordes, 1982), notamment.